# Algemene verkiezingen in Zambia (2016)

De kiesdistricten gewonnen door Edgar Lungu zijn blauw gekleurd; de districten gewonnen door Hakainde Hichilema zijn rood gekleurd.

De algemene verkiezingen in Zambia van 2016 vonden op 11 augustus plaats.

## Presidentsverkiezingen
Zittend president Edgar Lungu (PF) werd herkozen.
| Kandidaat                                       | Kandidaat                         | Partij                                | Stemmen   | %     |
| ----------------------------------------------- | --------------------------------- | ------------------------------------- | --------- | ----- |
|                                                 | Edgar Lungu                       | Patriotic Front                       | 1.860.877 | 50,35 |
|                                                 | Hakainde Hichilema                | United Party for National Development | 1.760.347 | 47,63 |
|                                                 | Overige kandidaten                | -                                     | 74.486    | 1,95  |
| Ongeldige stemmen/ blanco stemmen               | Ongeldige stemmen/ blanco stemmen | Ongeldige stemmen/ blanco stemmen     | 85.795    | 2,27  |
| Totaal                                          | Totaal                            | Totaal                                | 3.695.710 | 97,73 |
| Geregistreerde kiezers/ opkomst                 | Geregistreerde kiezers/ opkomst   | Geregistreerde kiezers/ opkomst       | 6.698.372 | 56,45 |
| Bron: Electoral Committee of Zambia EISA Zambia |                                   |                                       |           |       |

## Parlementsverkiezingen

### Nationale Vergadering
De uitslag van de parlementsverkiezingen betekende een verpletterende nederlaag voor de vroegere regeringspartij Movement for Multi-Party Democracy (MMD) die maar liefst 52 zetels verloor en er slechts 3 overhield.
| Partij                               | Partij                                | Zetels    | %      |
| ------------------------------------ | ------------------------------------- | --------- | ------ |
|                                      | Patriotic Front                       | 80        | 42,01  |
|                                      | United Party for National Development | 58        | 41,66  |
|                                      | Movement for Multi-Party Democracy    | 3         | 2,71   |
|                                      | Forum for Democracy and Development   | 1         | 2,17   |
|                                      | Partijloos                            | 14        | 9,48   |
| Benoemde leden (incl. voorzitter)    | Benoemde leden (incl. voorzitter)     | 11        | -      |
| Totaal                               | Totaal                                | 167       |        |
| Aantal gekozen vrouwen               | Aantal gekozen vrouwen                | 25        | -      |
| Geregistreerde kiezers/ opkomst      | Geregistreerde kiezers/ opkomst       | 6.698.372 | 56,03% |
| Bron: Parliamentary Election Results |                                       |           |        |

## Afbeeldingen

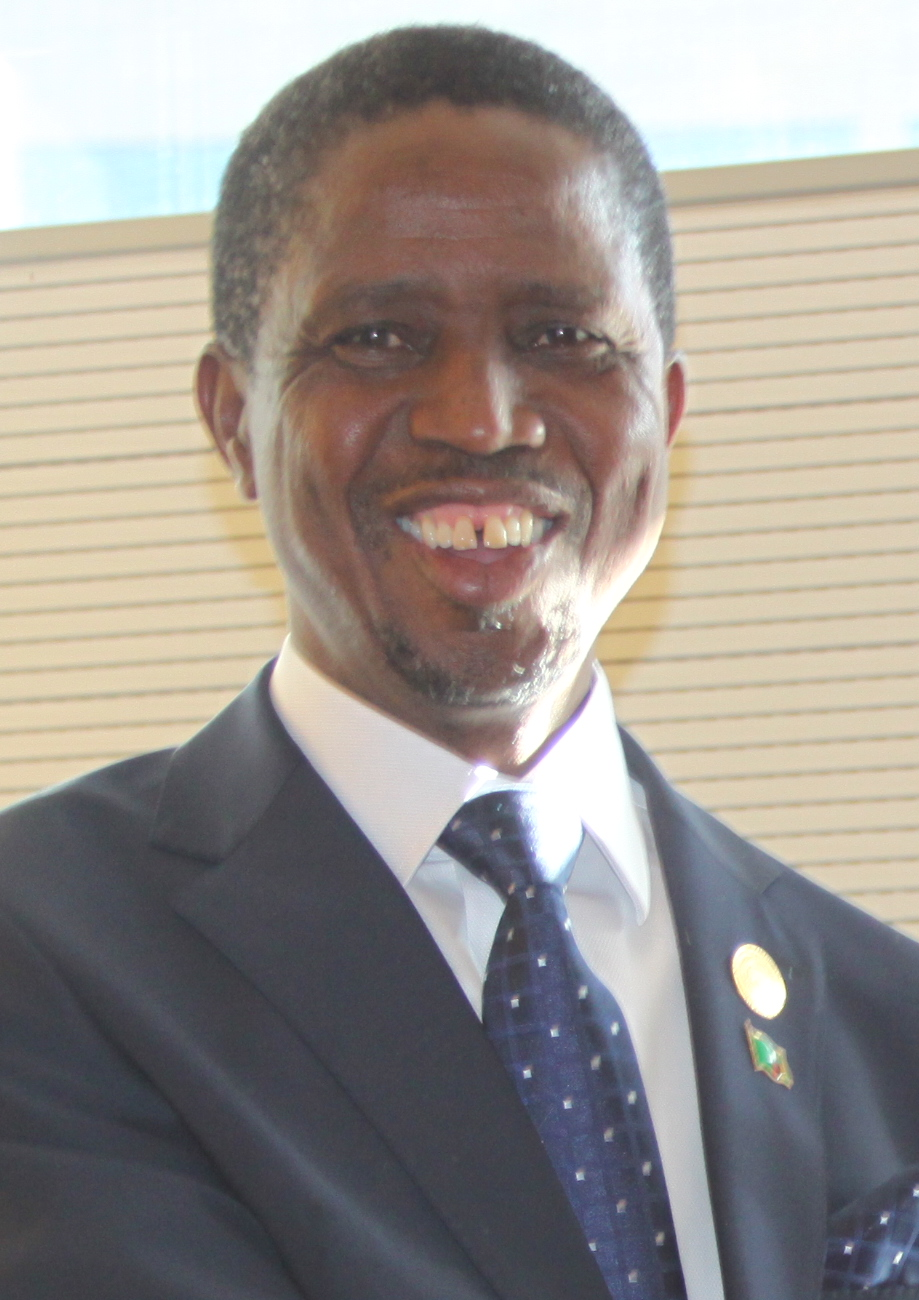
Zittend president Edgar Lungu won de presidentsverkiezingen met iets meer dan 50% van de stemmen
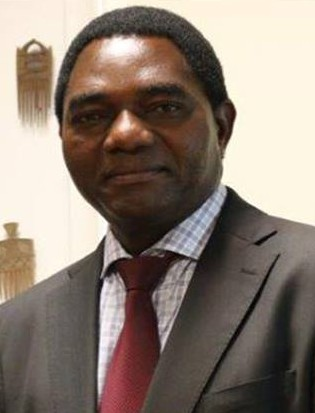
Tegenstander Hakainde Hichilema ("HH") verloor met bijna 48% van de stemmen

Presidentsverkiezingen: 1968 · 1973 · 1978 · 1983 · 1988 · 1991 · 1996 · 2001 · 2006 · 2008 · 2011 · 2015 · 2016 · 2021

Parlementsverkiezingen: 1968 · 1973 · 1978 · 1983 · 1988 · 1991 · 1996 · 2001 · 2006 · 2011 · 2016 · 2021

Referenda: 1969 · 2016